# MAKSZ

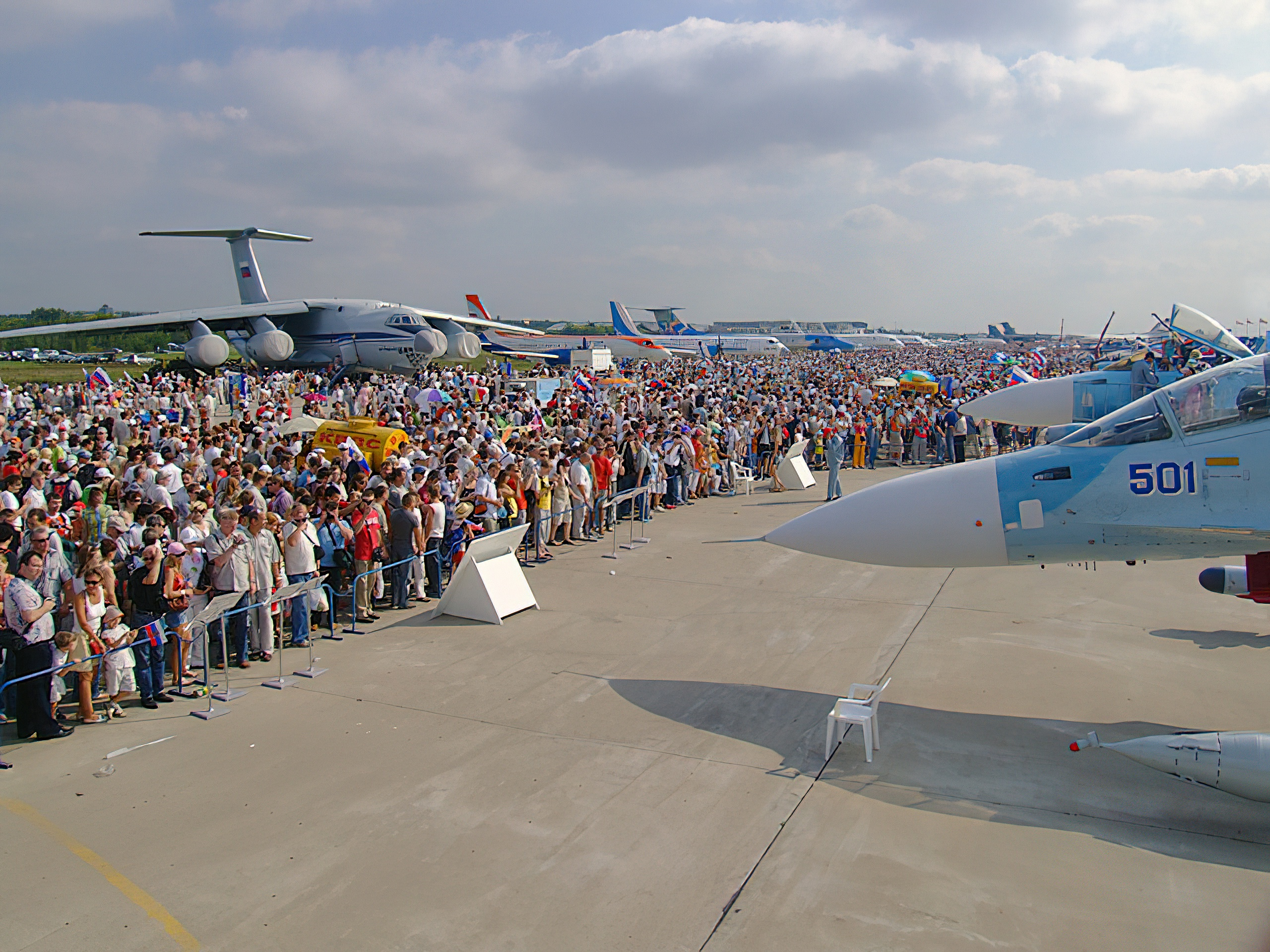
A 2007-es MAKSZ statikus kiállításának részlete

A MAKSZ (oroszul: МАКС – Международный Авиационно-Космический Салон, magyarul: Nemzetközi Légi- és Űrszalon) egy többnapos, kétévente megrendezett nemzetközi légiszalon Oroszországban, a Moszkva melletti Zsukovszkij légibázis M. M. Gromov Repülő Kutató Intézet, vagy nemzetközi nevén az LII (ЛИИ –  Лётно-исследовательский институт имени М. М. Громова) területén.
Az első légiszalon 1992-ben nyílt Mosaeroshow–92 néven. 1993-ban Aviation and Space Salon '93 néven került megrendezésre, majd azt követően hivatalos neve a MAKSZ. A kiállítási terület 1992 óta nem változott.
A szalon nagyon fontos helye az Oroszországban köttetendő repüléstechnikával kapcsolatos üzleteknek. Habár kezdetben szórakoztatási célból indult, hamarosan megjelent az ország minden, a civil és katonai repülőgépgyártásban érdekelt vállalata. Céljuk elsősorban a külföldi piacok felé nyitás volt, hiszen a hazai vásárlók (pl. az állam) nem voltak képesek elegendő munkát biztosítani. Idővel a kiállítók között már a FÁK-tagállamok és szomszédos országaik is képviseltették magukat. 1996-ra már a berlini ILA és a párizsi Le Bourget-rendezvény méltó társa, konkurenciája lett. A MAKSZ 2005 kiállításon 606 stand volt, körülbelül 650 000 ember látogatta. Mára Kelet-Európa és Ázsia egyik legjelentősebb nemzetközi légiszalonjává fejlődött.
Tőke híján több orosz fejlesztés csak itt mutatkozott be a nyilvánosság előtt.

## Története

### MAKSZ 2007
2007. augusztus 21–26. között volt megrendezve.